# Acusana rota
Acusana rota är en insektsart som beskrevs av Delong 1942. Acusana rota ingår i släktet Acusana och familjen dvärgstritar. Inga underarter finns listade i Catalogue of Life.